# Ruinas de la antigua catedral de Hamar

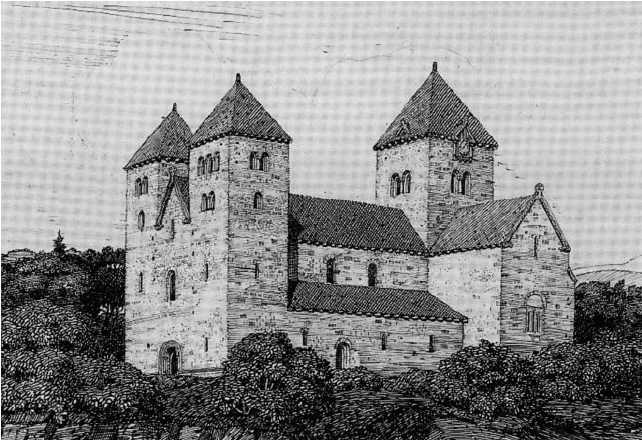
La Catedral de Hamar, como se habría visto en la Edad Media, según Olaf Nordhagen.

Las ruinas de la Catedral de Hamar (en noruego, Domkirkeruinene på Hamar, o Hamardomen) fueron una catedral católica del siglo XII localizada en la ciudad noruega de Hamar. En la actualidad las ruinas conservan un carácter cultural y de memoria histórica. Forman parte del Museo de Hedmark.
La construcción de catedral fue iniciada en 1152 y concluida en 1200. Tenía un estilo románico con ciertas características del gótico, y funcionaba como sede de la diócesis de Hamar, sufragánea de la de Nidaros. Con la reforma protestante fue reutilizada como parroquia luterana.
En 1567 fue destruida por el ejército sueco durante la Guerra Nórdica de los Siete Años. La sede episcopal tendría que mudarse a otra iglesia en la ciudad.
En 1985, por decisión del Departamento de Medio Ambiente (que se encarga también de la preservación de la memoria histórica) del gobierno noruego, los restos de la construcción fueron cubiertas con plástico, para hacer menores los efectos del hielo y la humedad. Posteriormente se construyó una estructura de vidrio y metal para proteger las ruinas y al mismo tiempo permitir la visita del público, una obra de los arquitectos Kjell Lund y Nils Slaatto.
Las nuevas instalaciones fueron inauguradas por el príncipe Haakon el 9 de agosto de 1998. En la actualidad recibe el título de Hamardomen (Catedral de Hamar) y es utilizada como un espacio museístico, a la vez que ha sido habilitada para algunas ceremonias religiosas tales como bodas y bautismos. También sirve como un centro de espectáculos para conciertos y obras de teatro, con una capacidad para 800 personas.
Es propiedad del gobierno, pero su administración y uso depende de la diócesis de Hamar de la Iglesia de Noruega.

## Véase también

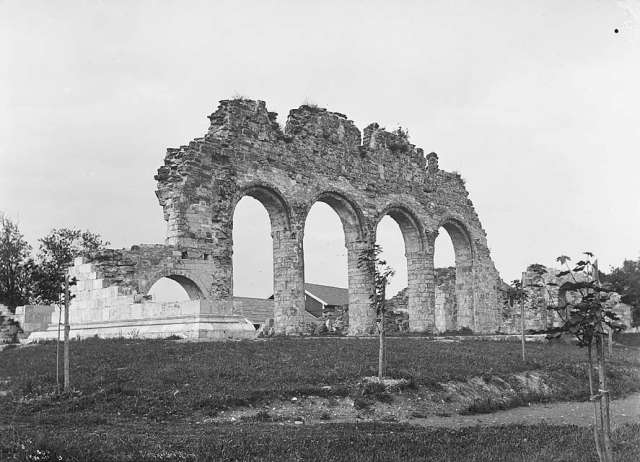
Ruinas de la catedral en la década de 1890. Foto de Alex Lindahl.

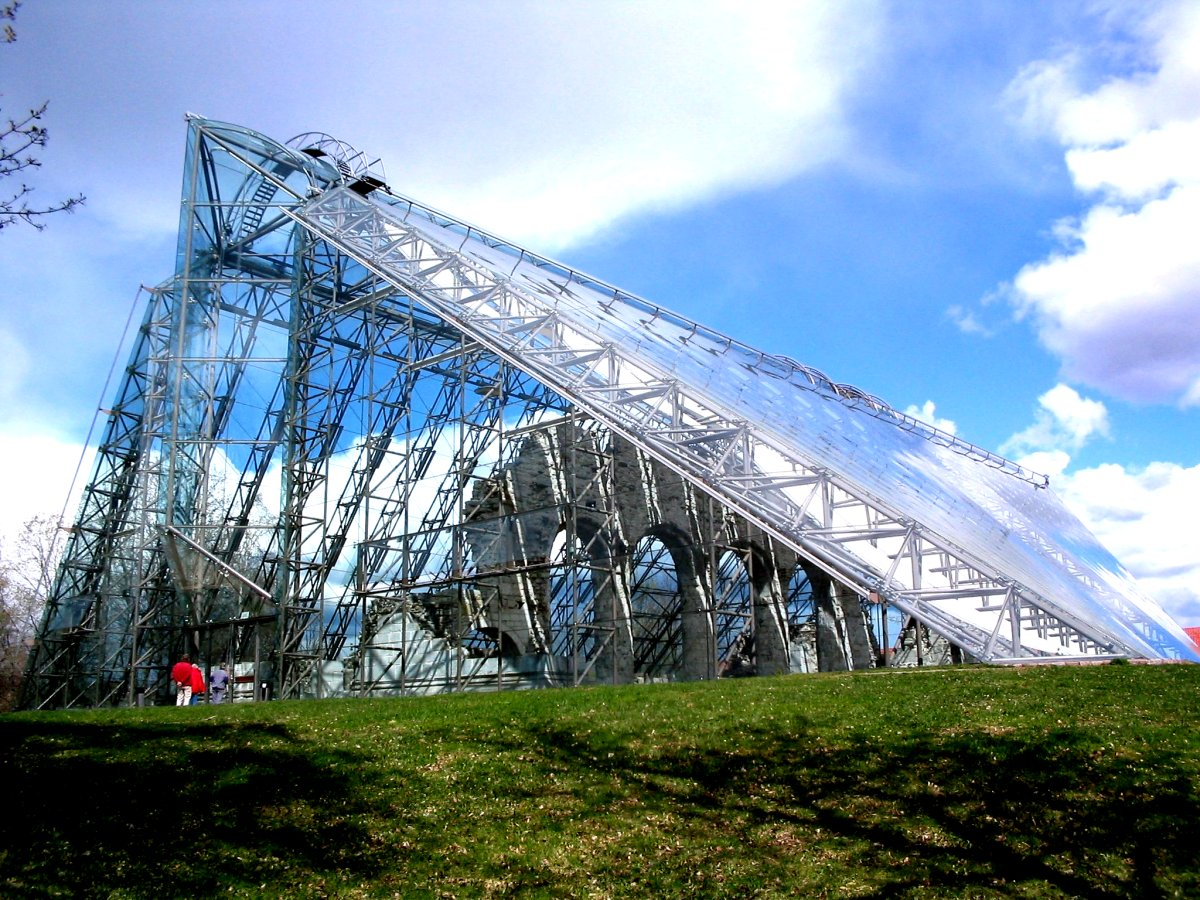
La antigua Catedral de Hamar en la actualidad.